# Gerry Conlon
Gerard „Gerry“ Conlon (* 1. März 1954 in Belfast, Nordirland; † 21. Juni 2014 ebenda) war ein irischer Autor und Opfer eines Justizirrtums. Er wurde nach einem 1974 von der IRA verübten Bombenanschlag gemeinsam mit zwei anderen Männern und einer Frau unschuldig zu einer lebenslangen Freiheitsstrafe verurteilt. Die vier wurden als Guildford Four bekannt. Das Urteil wurde 1989 wegen erwiesener Unschuld aufgehoben und Conlon umgehend aus der Haft entlassen. Sein Schicksal und das seines Vaters Giuseppe bilden die Grundlage des Films Im Namen des Vaters (1993).

## Leben
Conlon wuchs in einer katholischen Familie in Belfast auf. Er war zwar in Kleinkriminalität verwickelt und 1972 Mitglied der Jugendorganisation Fianna Éireann gewesen, dort aber wegen seines Alkohol- und Drogenkonsums ausgeschlossen worden, und kein Mitglied der IRA. Während er 1974 mit seinem Freund Paul Hill in England zur Arbeitssuche war, verübte die IRA Bombenanschläge auf zwei Pubs in Guildford, bei denen fünf Menschen ums Leben kamen. Conlon wurde am 30. November 1974 in Belfast verhaftet und wie auch Hill nach einigen Tagen von der britischen Polizei in Guildford zu einem Geständnis gezwungen. Auf der Grundlage der Geständnisse erfolgte am 22. Oktober 1975 die Verurteilung zu einer lebenslangen Freiheitsstrafe. Das Urteil bestimmte, dass Conlon mindestens 30 Jahre zu verbüßen habe.
Conlons Vater Giuseppe wurde noch im selben Jahr verhaftet und gemeinsam mit Conlons Tante Annie Maguire und Angehörigen ihrer Familie aufgrund fragwürdiger Beweismittel angeklagt, Bomben der IRA hergestellt zu haben (Maguire Seven). Giuseppe Conlon wurde zu 12 Jahren Haft verurteilt und starb 1980 im Gefängnis. Sein Urteil wurde 1991 aufgehoben. Der Fall der Guildford Four wurde 1989 neu untersucht. Dabei stellte sich unter anderem heraus, dass die Polizei zwar im Januar 1975 Gerry Conlons Alibi hatte verifizieren können, aber diese Informationen unter Verschluss hielt, sodass sie nicht im Verfahren verwendet werden konnten. Das Urteil wurde am 19. Oktober 1989 aufgehoben und Conlon aus der Haft entlassen.
Nach seiner Entlassung musste sich Conlon wegen einer posttraumatischen Belastungsstörung mit Albträumen und Nervenzusammenbrüchen in psychiatrische Behandlung begeben und hatte mit Alkohol- und Drogensucht zu kämpfen. Er veröffentlichte seine Autobiographie Proved Innocent, die 1993 mit Daniel Day-Lewis als Gerry Conlon unter dem Titel Im Namen des Vaters (engl. In the Name of the Father) verfilmt wurde.
Conlon starb am 21. Juni 2014 im Alter von 60 Jahren in Belfast an den Folgen einer langjährigen Krebserkrankung.

## Veröffentlichungen
- Proved innocent. The story of Gerry Conlon of the Guildford four. Hamish Hamilton, London 1990, ISBN 978-0-241-13065-0.
  - auch unter dem Titel: In the name of the father. Plume, New York 1993, ISBN 978-0-452-27278-1.
  - deutsch: Im Namen des Vaters. Das Buch zum Film. 1. Auflage. Bastei Lübbe, Bergisch Gladbach 1994, ISBN 3-404-13592-X.